# 布罗德斯比-戈尔托夫特
布罗德斯比-戈尔托夫特（德語：Brodersby-Goltoft，發音：[ˈbʁoːdɐsˌbyː ˈɡɔltɔft]）是德国石勒苏益格-荷尔斯泰因州石勒苏益格-弗伦斯堡县的市镇，总面积13.45平方千米，2023年12月31日总人口为676人。
该市镇原名“布罗德斯比”（Brodersby）。2018年3月1日，邻近市镇戈尔托夫特并入，该市镇更名为“布罗德斯比-戈尔托夫特”。